# 加番
加番（かばん）は、江戸幕府における職名のひとつ。

## 概要
大坂城と駿府城に置かれ、定番（じょうばん）、または、大番に加勢して城を警備した。

### 大坂加番
山里加番（一加番）、中小屋加番（二加番）、青屋口加番（三加番）、雁木坂加番（四加番）の4名。大名の中から4名が選任され、任期中は合力米が支給された。

### 駿府加番
町口加番（一加番）、鷹乃森加番（二加番）、草深加番（三加番）の3名。大名の中から1名、寄合旗本の中から2名が選任され、任期中は役扶持が支給された。一加番は、現在の静岡市葵区鷹匠一丁目８番、ニ加番は同区西草深町４番、三加番は同区東草深町11番に位置する。